# Hypoaspis miles
Stratiolaelaps scimitus (ранее Hypoaspis miles) — небольшой (0,5 мм) светло-коричневый клещ, живущий в верхнем слое почвы.

## Описание
Естественный хищник куколок грибных комаров и паразитов улиток Riccardoella limacum, он используется садоводами и разводчиками улиток для биологической борьбы с вредителями. Клещ также широко используется владельцами рептилий, амфибий и беспозвоночных в качестве профилактической или ответной меры против зерновых клещей и клещей рептилий, а также в пчеловодстве.
Имеет мощные клещи[уточнить], которыми он захватывает и разрывает других более мелких клещей, что позволяет его использовать в качестве биологического метода предотвращения и лечения заражения клещами на садовых участках и в теплицах, в то время как большинство средств выведения клещей основано на синтетических химикатах.